# سبيكيرأوخ
سبيكيرأوخ هي إحدى الجزر الفريزية الشرقية، بمحاذاة بحر الشمال بألمانيا.